# Postludium
Postludium (latin "post= efter, lüdus= spil"), anvendes ofte i slutningen af en gudstjeneste. Postludiet kan være et koralbundet eller et frit stykke. Det kan være en fuga eller have en anden form. Det er oftest et klassisk stykke.